# Браунс-Лейк (Вісконсин)
Браунс-Лейк (англ. Browns Lake) — переписна місцевість (CDP) в США, в окрузі Расін штату Вісконсин. Населення — 1879 осіб (2020).

## Географія
Браунс-Лейк розташований за координатами 42°41′28″ пн. ш. 88°13′46″ зх. д. / 42.69111° пн. ш. 88.22944° зх. д. (42.690976, -88.229479).  За даними Бюро перепису населення США в 2010 році переписна місцевість мала площу 8,25 км², з яких 6,60 км² — суходіл та 1,65 км² — водойми.

## Демографія
Згідно з переписом 2010 року, у переписній місцевості мешкало 2039 осіб у 808 домогосподарствах у складі 586 родин. Густота населення становила 247 осіб/км².  Було 1075 помешкань (130/км²).
Расовий склад населення:
| - 97,2 % — білих - 0,5 % — корінних американців - 0,5 % — азіатів - 0,3 % — чорних або афроамериканців |

До двох чи більше рас належало 1,0 %. Частка іспаномовних становила 3,7 % від усіх жителів.
За віковим діапазоном населення розподілялося таким чином: 22,0 % — особи молодші 18 років, 63,4 % — особи у віці 18—64 років, 14,6 % — особи у віці 65 років та старші. Медіана віку мешканця становила 44,3 року. На 100 осіб жіночої статі у переписній місцевості припадало 97,0 чоловіків;  на 100 жінок у віці від 18 років та старших — 97,5 чоловіків також старших 18 років.
Середній дохід на одне домашнє господарство  становив 73 917 доларів США (медіана — 72 462), а середній дохід на одну сім'ю — 80 460 доларів (медіана — 75 739). Медіана доходів становила 47 233 долари для чоловіків та 35 873 долари для жінок. За межею бідності перебувало 3,4 % осіб, у тому числі 5,9 % дітей у віці до 18 років та 0,0 % осіб у віці 65 років та старших.
Цивільне працевлаштоване населення становило 1245 осіб. Основні галузі зайнятості: виробництво — 24,1 %, освіта, охорона здоров'я та соціальна допомога — 13,7 %, роздрібна торгівля — 11,9 %.